# Убийство Михаила Маневича
Убийство Михаила Владиславовича Маневича, вице-губернатора Санкт-Петербурга, экономиста и политического деятеля произошло 18 августа 1997 года в Санкт-Петербурге.

## Предыстория
В 1990 году советский экономист Михаил Маневич баллотировался на выборах народных депутатов РСФСР и депутатов Ленсовета, был поддержан блоком «Демократические выборы-90»; проиграл в повторном голосовании (на выборах народных депутатов РСФСР — другому кандидату блока Никите Толстому).
В 1990—1991 Маневич работал начальником отдела Комитета по экономической реформе Ленгорисполкома (председателем комитета был Анатолий Чубайс). В 1992 году Маневич стал директором Института проблем приватизации Госкомимущества России.
С 1992 года работал в Комитете по управлению городским имуществом (КУГИ) Санкт-Петербурга.
В 1992—1993 годах был заместителем председателем КУГИ, а с 1993 года стал первым заместителем председателя этого комитета. В ноябре 1993 года был назначен исполняющим обязанности председателя КУГИ, в марте 1994 года — председателем КУГИ и входил в правительство Санкт-Петербурга.
После поражения Анатолия Собчака на губернаторских выборах 1996 года Маневич по совету Анатолия Чубайса остался в правительстве для продолжения реформ. В 1996 году одновременно был назначен вице-губернатором Санкт-Петербурга.
Маневич занимался разработкой законодательства по приватизации и государственных программ приватизации, жилищно-коммунальной реформы на федеральном уровне. Он был идеологом принятой в декабре 1994 года концепции управления недвижимостью Санкт-Петербурга, согласно которой государство не может быть эффективным собственником, а должно устанавливать единые для всех правила игры.

## Убийство
Вице-губернатор Санкт-Петербурга Михаил Маневич был убит в Санкт-Петербурге На углу Невского проспекта и улицы Рубинштейна 18 августа 1997 года в 8:50 утра, когда ехал на служебном автомобиле «Вольво» вместе со своей женой. Снайпер стрелял из слухового окна чердака дома на противоположной стороне проспекта. Михаил Маневич был ранен пятью пулями в шею и грудь, и скончался по дороге в больницу, его жена получила лёгкое касательное ранение. Убийца скрылся, оставив автомат Калашникова югославского производства с оптическим прицелом, пробежал по крыше, спустился вниз уже в здании на Литейном проспекте, прошел через несколько дворов и сел в ожидавший его автомобиль. Позже экспертами было установлено, что преступник передвигался в галошах, а руки у него были смазаны кремом (его следы остались на затворе автомата), благодаря чему киллер не оставил на автомате отпечатков пальцев и лучше чувствовал рукой спусковой крючок.
По показаниям свидетелей удалось установить, что в этом преступлении принимали участие от пяти до десяти человек, включая киллера, двоих наблюдателей с рацией, передававших информацию о перемещениях Маневича и тех, кто следил за вице-губернатором. Было установлено, что преступники не только следили за Маневичем, фиксировали, в какое время он уезжает на работу и возвращается с неё, но и тщательно готовили позицию для стрельбы и пути отхода. Бандиты срезали запоры на чердаках и повесили свои, выбрали подходящее для стрельбы слуховое окно, отогнули закрывающие его металлические листы и прибили их углы гвоздями. Чтобы снайперу не пришлось вести огонь на весу, бандиты приставили к слуховому окну бочку, а сверху положили несколько металлических ящиков. Также на чердак заранее принесли автомат Калашникова, оптический прицел и рацию.
Одним из преступников, следивших за Маневичем, предположительно был инспектор отдела охраны и режима Северо-Западной базовой таможни Игорь Бондаренко. Оперативники выяснили, что с 12 по 26 августа он не появлялся на работе. Где он находился в это время и что делал, Бондаренко пояснить не смог. Он был арестован по подозрению в причастности к покушению на Маневича. На допросах Бондаренко свою вину категорически отрицал. В итоге Бондаренко был осуждён лишь за подделку документов, так как у него оказалась фальшивая трудовая книжка.

## Расследование
Сразу после поступления информации об убийстве Маневича в МВД России состоялось оперативное совещание, на котором министр внутренних дел Анатолий Куликов приказал создать совместную следственную группу по расследованию убийства вице-губернатора Санкт-Петербурга. В следственную группу вошли специалисты уголовного розыска Москвы и Петербурга. В Санкт-Петербург в срочном порядке вылетела группа следователей из Москвы во главе с начальником Главного управления уголовного розыска генерал-лейтенантом Иваном Храповым. Убийство Маневича вызвало большой общественный резонанс во всей стране. Президент России Борис Ельцин взял расследование преступления под свой личный контроль.

Миша был потрясающий парень. Мне так жалко, что его убили, такая несправедливость! Кому он помешал?.. Просто поразительно. Очень мягкий, интеллигентный, гибкий в хорошем смысле слова. Он принципиальный был человек, под всех не подстраивался, но никогда не лез на рожон, всегда искал выход, приемлемые решения. Я до сих пор не понимаю, как такое могло случиться. Не понимаю.— Владимир Путин
Одними из главных подозреваемых в причастности к убийству Маневича были киллеры, входившие в банду братьев Челышевых. По показаниям свидетелей, летом 1997 года один из лидеров группировки Сергей Челышев с другими участниками банды находился в Санкт-Петербурге и готовился к какому-то крупному делу, так как искал оружие с оптическим прицелом. Позже у него видели оптический прицел. При обыске одной из квартир, где бывали киллеры, оперативники обнаружили кусок медной трубы, абсолютно идентичный тому, который преступники поставили в качестве запора на дверь чердака, откуда велся огонь по Маневичу. Кроме того, на месте преступления удалось найти волосы — экспертизу на ДНК тогда еще не проводили, но другие исследования с вероятностью до 99 % показали, что волосы идентичны образцам, взятым у другого участника банды Николая Смирнова. По мнению следователей, Смирнов помогал снайперу готовить амбразуру. При обыске дома Андрея Челышева в Тамбовской области милиционеры изъяли флакон с оружейным маслом. Согласно заключению экспертов, именно им мог быть смазан автомат, из которого стреляли в Маневича. Киллер был обут в галоши, а Сергей Челышев часто ходил в такой обуви, так как страдал заболеванием почек. Андрей Челышев тоже часто носил галоши — эта привычка сохранилась у него со времен проживания в Средней Азии. Ещё один участник банды Василисин во время инструктажей своих сообщников рекомендовал им надевать галоши, если предстоит передвигаться по скользкой поверхности.
Следствием было установлено, что патроны, которые использовались для убийства Маневича, в 1989—1990 годах были украдены из Военного института физической культуры (ВИФК). Как раз в это время там проходил обучение участник банды Юрий Волков, будущий военнослужащий ЗГВ. Милиционеры, расследовавшие убийство вице-губернатора, считали непосредственными исполнителями одного из братьев Челышевых или Сергея Василисина (последний на допросах проявлял редкую осведомленность об обстоятельствах убийства Маневича, при этом уверяя, что информацию он получил от одного из «бригадиров» группировки Александра Малышева). По словам специалистов из Департамента по борьбе с терроризмом (ДБТ) ФСБ РФ, непосредственным убийцей Маневича был Анатолий Волков. Участники банды братьев Челышевых были арестованы в 1998 году. Когда во время допросов следователи начинали спрашивать у арестованных, что они делали в день убийства Михаила Маневича, все они давали чёткие, словно заученные показания, и почти ни одно из этих алиби не нашло подтверждения.
В 2002 году сотрудники правоохранительные органы России объявили о том, что были установлены лица, подозреваемые в причастности к убийству вице-губернатора Санкт-Петербурга Михаила Маневича. При этом сотрудники сослались только на оперативную информацию, дающую основание подозревать в участии в убийстве неких граждан Колягина и Максимова, которые после совершения убийства вице-губернатора были ликвидированы. В марте 2004 года Генпрокуратура России продлила срок следствия по делу об убийстве Маневича до 18 февраля 2005 года.
По другой версии, исполнителями убийства Маневича были киллеры банды Айрата Гимранова, входившей в ОПГ, предположительно подконтрольную Юрию Шутову. Согласно этой версии, именно Шутов отдал приказ об убийстве Маневича.
В 2005 году в годовщину убийства Анатолий Чубайс заявил:

Восемь лет назад во время похорон я пообещал, что мы достанем каждого. Сегодня я могу с абсолютной определенностью сказать, что мы абсолютно точно знаем всех организаторов и всех заказчиков убийства. Они будут наказаны предельно жестоко, все до последнего. … Основной же мотив убийства — личная ненависть, замешанная на неудачной попытке шантажа. Миша не прогнулся.

29 ноября 2006 года Чубайс заявил: «Всё, что я обещал на могиле Маневича, я выполнил слово в слово: все организаторы убийства сидят пожизненно, ни один из них не выйдет». Наблюдатели связали это заявление с тем, что 21 ноября Верховный суд РФ оставил в силе пожизненные приговоры, вынесенные Юрию Шутову, а также Айрату Гимранову и троим участникам его банды. Официально на тот момент убийство не было раскрыто, следствие по делу неоднократно продлевалось.
В ноябре 2009 года в убийстве Михаила Маневича сознался Алексей Гардоцкий, задержанный в октябре 2007 года по подозрению в ряде убийств и находящийся под следствием по делу банды Сергея Зарипова — бригадира ОПГ, предположительно возглавляемой Юрием Шутовым. Гардоцкий подробно рассказал, как происходила подготовка к этому преступлению и само убийство. По его словам, покушение готовилось несколько месяцев под руководством брата Сергея Зарипова — Андрея Зарипова. Все это время бандиты вели слежку за Маневичем. В день убийства Андрей Зарипов, стоя на улице Рубинштейна, якобы подавал по рации команды Гардоцкому, который находился на чердаке дома на Невском проспекте и стрелял в Михаила Маневича из автомата Калашникова. Ещё двое соучастников отслеживали выезд вице-губернатора из дома.
30 апреля 2023 года ФСБ России заявила, что установила заказчика убийства Маневича — им оказался глава Тамбовской ОПГ Владимир Барсуков-Кумарин, осуждённый в 2009 году на 14 лет тюрьмы за рейдерские захваты, приговорённый в 2016 году к 18 годам тюрьмы за покушение на владельца нефтяного терминала Сергея Васильева, а также осуждённый на 12 лет тюрьмы в 2019 году за организации преступного сообщества. В тот же день поступили сообщения, что непосредственным исполнителем и убийцей был Аркадий Нусимович, который в сентябре 2020 года был признан виновным в нападении на экипаж транспортного ОМОНа, совершённом в декабре 2015 года в Красногвардейском районе (в январе 2019 года его изначально оправдали присяжные) и приговорён к 22 годам лишения свободы. Согласно изданию «Фонтанка», за убийство Маневича Нусимович получил от Кумарина крупную долю в бизнесе.